# Amphipogon laguroides
Amphipogon laguroides är en gräsart som beskrevs av Robert Brown. Amphipogon laguroides ingår i släktet Amphipogon och familjen gräs. Inga underarter finns listade i Catalogue of Life.